# Almaleea incurvata
Almaleea incurvata là một loài thực vật có hoa trong họ Đậu. Loài này được (A.Cunn.) Crisp & P.H.Weston miêu tả khoa học đầu tiên.